# 1,1-Diethoxypentan
1,1-Diethoxypentan ist eine organische Verbindung aus der Gruppe der Acetale. Sie leitet sich von Pentanal und Ethanol ab.

## Vorkommen
1,1-Diethoxypentan ist Bestandteil im Pheromon der Schildlaus Eurhizococcus brasiliensis.

## Herstellung
1,1-Diethoxypentan kann durch Acetalbildung aus Pentanal und Ethanol unter saurer Katalyse hergestellt werden.

## Verwendung
1,1-Diethoxypentan ist in der EU unter der FL-Nummer 06.067 als Aromastoff für Lebensmittel zugelassen.